# Muftah Muhammad Kaiba
Muftah Muhammad Kaiba (arabisch مفتاح محمد كعيبة, DMG Miftāḥ Muḥammad Kuʿaiba) ist ein libyscher Politiker.

## Karriere
Kaiba besuchte gemeinsam mit Gaddafi die weiterführende Schule in Misrata und war in den 1980er Jahren u. a. Justizminister und vom 3. März 2008 bis 5. März 2009 Generalsekretär des Volkskongresses als Nachfolger von Zantani Muhammad az-Zantani.